# Ібірану VI
Ібірану VI (д/н — бл. 1225 до н. е.) — цар міста-держави Угарит близько 1240/1235—1225/1220 років до н. е.

## Життєпис
Походив з Аморейської династії Угаріта. Син царя Аммістамру III. Про молоді роки обмаль відомостей. Після втечі або заслання його старшого брата Утрі-Сарруми призначається співцарем поруч з батьком. Посів трон між 1240 і 1235 роками до н. е.
У цей час починається послаблення Хеттської держави. З одного боку у власне володіннях хеттів почався потужний голод. Цар Тудхалія IV постійно вимагав надання якомога більшої кількості харчів. Разом з тим почалися напади «народів моря» й істотно посилилася Ассирійського держава на чолі з Тукульті-Нінуртою I. За цих обставин цар Угариту встановив дипломатичні відносини з останнім. Також не з'явився до хеттського царя з даниною, що було розцінено як заколот. Крім того, зменшив надання харчів та зберігав основні війська в Угариті. Хеттський намісник (кардаббу) в Каркемиші Талмі-Тешшуп не зміг приборкати Ібірану VI, оскільки мусив боротися проти ассирійців.
Втім зрештою Угарит зазнав поразки. Доля Ібірану VI невідомо: або він знову визнав владу хеттів, або був замінений на троні сином Нікмадду III.